# Limanowa
Limanowa [lʲima'nɔva] ist eine Stadt im Powiat Limanowski in der Wojewodschaft Kleinpolen, Polen. Sie ist Sitz des Powiat Limanowski und der gleichnamigen Landgemeinde, der die Stadt nicht angehört.

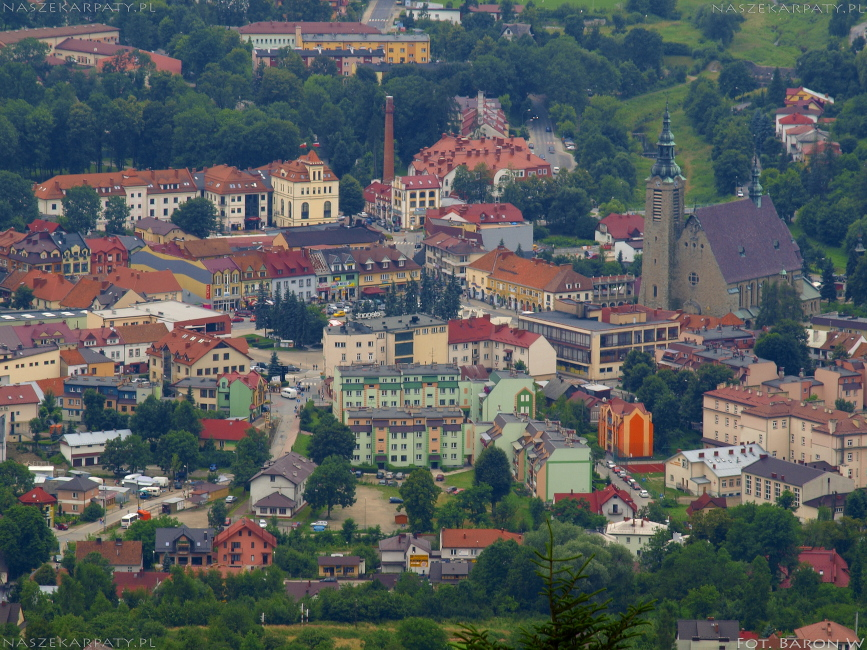
Überblick auf die Stadt

## Geographie

### Geografische Lage
Sie liegt 23 km nordwestlich von Nowy Sącz im Ostteil der Inselbeskiden (Beskid Wyspowy). Die Bäche Starowiejski, Jabłoniecki und Mordarka bilden im Stadtgebiet den Fluss Sowlina.
Durch die Stadt verlaufen die Droga krajowa 28 Zator–Nowy Sącz–Sanok–Przemyśl.

### Ausdehnung des Stadtgebietes und -gliederung
Die Stadt hat eine Flächenausdehnung von 18,7 km². Davon werden 60 % des Stadtgebietes landwirtschaftlich genutzt, 16 % sind mit Wald bedeckt. Sie gliedert sich in die Stadtteile Zentrum, Łososina Górna, Sowliny.

## Geschichte
Die erste Erwähnung des Orts ist aus dem Jahr 1489 unter dem Namen „Ilmanowa“. Die ältere Literatur behauptete, dass der Gründer ein gewisser Wilman war, der früher um das Jahr 1345 die Stadt Mszana Dolna bzw. Kinsbark anlegte. Der besitzanzeigende Ortsname war vom deutschen Personennamen Ilman abgeleitet. In der Zeit der ersten Erwähnung gab es zwei Dörfer: Ilmanowa nowa (1490) und Starawies (1489) bzw. Ilmanowa antiqua (1490). 1552 wurde ein Vogt (advocatus) namens Macej von Ilmanowa erwähnt, aber das Stadtrecht erhielt Wilmanow (Ilmanowa Nowa) 1565 nach Magdeburger Recht, während das alte Limanowa nur als Stara Wieś bis heute benannt wurde.
Die Stadt, deren Name ab dem späten 16. Jahrhundert nach der Metathese Il- > Li- zur heutigen Limanowa wurde, wurde mehrfach durch Feuer und Kriegshandlungen zerstört. Gegen Ende des 16. Jahrhunderts bestand eine Pfarrschule in Limanowa. Aus dem Jahr 1640 stammt die erste Erwähnung der Anwesenheit der Juden in Limanowa.

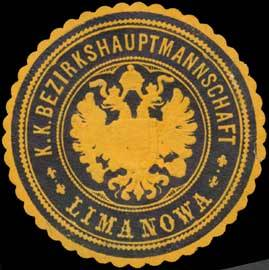
Bezirkshauptmannschaft Limanowa - Siegelmarke

Nach der Ersten Teilung Polens kam Limanowa zum neuen Königreich Galizien und Lodomerien des habsburgischen Kaiserreichs (ab 1804). Limanowo wurde Sitz der gleichnamigen Bezirkshauptmannschaft. 1885 wurde die Stadt an die Eisenbahnstrecke von Chabówka nach Nowy Sącz angeschlossen, die als Teil der Galizischen Transversalbahn gebaut wurde. Zu dieser Zeit wurde Limanowa manchmal als das westlichste echte Schtetl in den Beskiden beschrieben, weil die jüdische Bevölkerung fast eine Hälfte der Stadtbewohner ausmachte. Im Jahr 1900 hatte Limanowa eine Fläche von 199 Hektar, mit 228 Häusern und 1806 Einwohnern, davon waren 1790 polnischsprachig, außer 1024 Römisch-Katholiken gab es 778 Juden. Während des Ersten Weltkriegs fand hier 1914 die Schlacht bei Limanowa–Lapanow statt. Die von 1911 bis 1918 errichtete, der Vorsehung geweihte Basilika der Schmerzensmutter in Limanowa gilt als die „allerpolnischste unter den polnischen Kirchen“. In den Jahren 1919 bis 1939 wurden die Elektrifizierung und die kommunale Wasserversorgung errichtet. Nach dem Krieg wurden die Stadtgrenzen durch Eingliederung umliegender Dörfer erweitert. 1970 wurde ein Heimatmuseum „Muzeum Regionalnego Ziemi Limanowskiej“ eingerichtet und das „Haus der Kultur“ errichtet. 1975 wurde Limanowa zur Stadtgemeinde. Von 1975 bis 1998 gehörte die Stadt zur Woiwodschaft Nowy Sącz.

## Landgemeinde
Die Landgemeinde (gmina wiejska) Limanowa hat eine Fläche von 152,39 km², auf der 25.797 Menschen leben (31. Dezember 2020). Zu ihr gehören 23 Ortsteile mit einem Schulzenamt.

## Partnerstädte
- Dolný Kubín, Slowakei
- Nagykálló, Ungarn
- Niles (Illinois), USA
- Truskawez, Ukraine
- Samtgemeinde Wathlingen, Deutschland
- Akranes, Island
- Mrągowo, Polen

## Söhne und Töchter der Stadt
- Zygmunt Berling (1896–1980), General und Politiker
- Andrzej Jeż (* 1963), römisch-katholischer Bischof von Tarnów
- Katarzyna Zielińska (* 1979), Schauspielerin und Sängerin
- Justyna Kowalczyk (* 1983), Skilangläuferin
- Maciej Kot (* 1991), Skispringer
- Jakub Kot (* 1990), Skispringer
- Joanna Zając (* 1990), Snowboarderin
- Katarzyna Niewiadoma (* 1994), Radrennfahrerin
- Weronika Kaleta (* 1999), Skilangläuferin
- Karolina Kaleta (* 2002), Skilangläuferin
- Krzysztof Toporkiewicz (* 2002), Fußballspieler
- Fran Franczak (* 2007), Fußballspieler

## Sport
- MKS Limanovia Szubryt, (Fußball)
- LKS Płomień Limanowa (Fußball, Schach)
- Międzyszkolny Klub Sportowy w Limanowej (Basketball)
- Klub Kyokushin Karate
- UKS Płomień (Tischtennis).